# سگ گله ایسلندی
سگ گله ایسلندی (به انگلیسی: Icelandic Sheepdog)، نام یکی از نژادهای سگ است که خاستگاه آن به ایسلند بازمی‌گردد. این نژاد در حالت بالغ به‌طور میانگین ۲۰–۳۰ پوند (۹٫۱–۱۳٫۶ کیلوگرم) وزن دارد. قد جنس نر سگ گله ایسلندی ۴۶ سانتیمتر (۱۸ اینچ) است و قد جنس مادهٔ آن ۴۲ سانتیمتر (۱۷ اینچ).